# 나라 (트로트 가수)
나라 1980년 12월 3일 ~ )은 대한민국의 BIGO LIVE BJ이다.
현재 거주지는 서울특별시이다.
미혼이다

## 학력
- 이화여자대학교 경영대학원 자퇴
- 삼육대학교 졸업
- 분당영덕여자고등학교 졸업